# Sylvietta leucopsis
Sylvietta leucopsis, "östlig krombek", är en fågelart i familjen afrikanska sångare inom ordningen tättingar.

## Utbredning och systematik
Fågeln förekommer från södra Eritrea till Etiopien, sydöstra Sudan, Somalia, Kenya och Tanzania. Den betraktas oftast som underart till nordlig krombek (Sylvietta brachyura), men urskiljs sedan 2016 som egen art av Birdlife International och IUCN.

## Status
Den kategoriseras av IUCN som livskraftig.